# Poble Waizi
Waizi (歪子镇) és el poble més septentrional de Xinye que es troba al sud-oest de la Província de Henan a la Xina central. Té una població de 70 milers d'habitants. La seva superfície total de 102 quilòmetres quadrats. L'autopista Erlianhot-Guangzhou (二连浩特—广州 高速公路) passa a través d'aquest poble. Hi ha una eixida i una entrada de l'autopista en el poble.